# Ратнагири
Ратнаги́ри (англ. Ratnagiri) — портовый город на берегу Аравийского моря в индийском штате Махараштра. Административный центр округа  Ратнагири. Средняя высота над уровнем моря — 10 метров. По данным всеиндийской переписи 2001 года, в городе проживало 70 335 человек, из которых мужчины составляли 55 %, женщины — соответственно 45 %. Уровень грамотности взрослого населения составлял 86 % (при общеиндийском показателе 59,5 %). 11 % населения было моложе 6 лет.
Один из известных уроженцев города — индийский политик Гопал Кришна Гокхале (1866—1915).